# مونتكلار (برشلونة)
بلدية مونكلار (بالكاتالانية: Montclar) هي إحدى بلديات مقاطعة برشلونة، والتي تقع في منطقة كاتالونيا، شرق إسبانيا.
يبلغ عدد سكانها 119 نسمة وفقاً لإحصائية سنة (2007).